# Демон
Де́мон (ст.‑слав. де́монъ от др.-греч. δαίμων [da͜ɪ́.mɔːn] «дух», «божество») — собирательное название сверхъестественных существ или духов, занимающих низшее по сравнению с богами положение, которые могут играть как положительную, так и отрицательную роль.
У древних греков существовало философское понятие Даймоний. Сократ и его последователи — Платон, стоики и другие, отождествляли с даймонием «внутренний голос» человека, совесть. В римской мифологии им соответствует гений, в христианстве — ангел-хранитель.
У славян в христианстве демон — синоним слова бес, которым с XI века на Руси христиане собирательно называли всех языческих богов. Также при переводе Библии с греческого языка на церковнославянский и русский языки греческое слово демон переводилось словом бес, а в английской и немецкой Библии переводилось словом дьявол — англ. devil, нем. teufel.

## В религии и оккультизме

### Даймоны в древнегреческой литературе

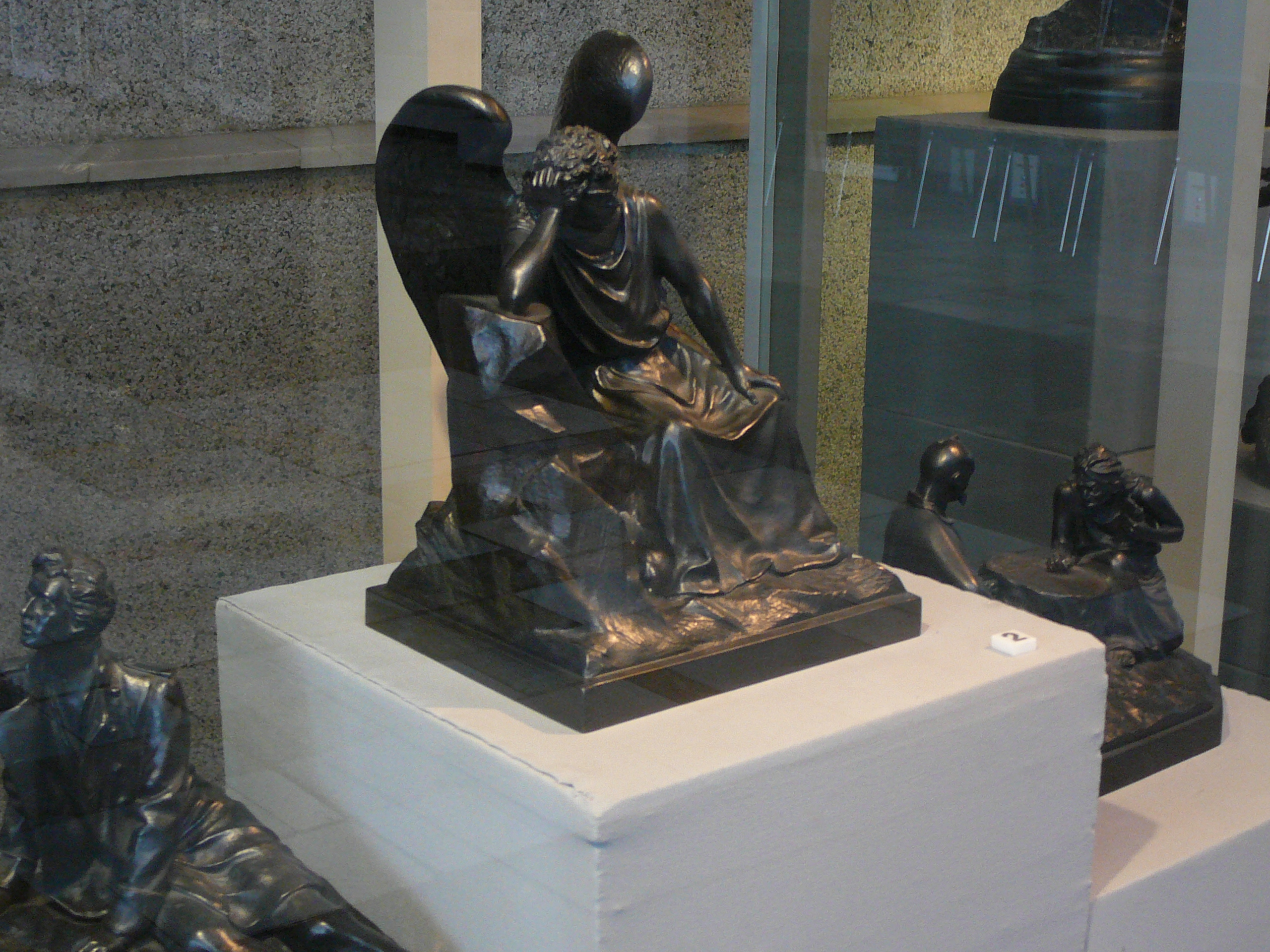
«Демон» (1900) работы С. А. Оссовской в Екатеринбургском музее изобразительных искусств

В ранней античности различие между терминами «даймон» и «бог» прослеживается не всегда, так же как не прослеживается связь даймонов исключительно с силами зла или добра. Считалось, что даймоны могли иметь любую природу, в том числе и смешанную, то есть могли в равной степени творить как зло, так и добро.
Основные сведения о даймонах (рим. «гениях», синоним христианских ангелов) в древнегреческой классике почерпнуты из «Диалогов» Платона «Послезаконие», «Пир», «Апология Сократа». Сократ в диалогах говорит, что им руководит «добрый демон» или гений, отвращающий ото зла, и направляющий к добру. Далее этот «демон Сократа» отождествляется с Богом Платона и неоплатоников. Апулей — древнеримский философ-платоник прокомментировал идею о «даймоне Сократа» в книге «О боге Сократа» (De deo Socratis). Это рассуждение о природе «даймона» у Сократа и о существовании промежуточных существ между богами и людьми.
В диалоге «Послезаконие» (984d-985) Платон называет даймонов разновидностью воздушных существ, имеющих в иерархии духов третий и четвёртый ранги и занимающих своё место после звёзд и богов. Даймоны, будучи чем-то средним между богами и людьми, исполняют функции посредников (между богами и людьми) и потому их следует особенно почитать в молитвах. Даймон (гений) приставлен к человеку от рождения и сопровождает его до самой смерти (ср. ангел). Даймоны четвёртого ранга состоят только из воздуха и эфира и потому «как бы близко от нас они ни находились, они остаются неразличимыми». В то же время они относятся к роду «умеющему быстро учиться и обладающему хорошей памятью».
Всех даймонов Платон называет «толкователями и интерпретаторами всех вещей между собой и высочайшими из богов, учитывая то, что средний разряд созданий может легко парить над землёй и во всей вселенной». Даймоны «бесспорно должны существовать, когда речь заходит о верованиях отдельных личностей или целых обществ, имеющих происхождение в общении с некоторыми из них — через явление в ночных снах, оракулы и пророческие голоса, улавливаемые как больными, так и здоровыми, или через открываемое при конце жизни — и они были, и ещё будут впоследствии истоками многих распространённых культов». Таким образом, отдельные даймоны могут выступать в роли божеств различных культов.
Последователи Платона и стоики отождествляли с даймоном душу человека, возвращающуюся после смерти в свою стихию.
Ямвлих в своём сочинении «О Египетских Мистериях» отличает даймонов от видимых (понятых) и невидимых (превосходящих рациональное восприятие) богов, и от смертных полубогов-героев. По своей природе даймоны ниже богов.

### В иудаизме и Талмуде
В Библии демонам не отводится никакой самостоятельной роли. В Талмуде содержатся упоминания о существовании веры в демонов уже в эпоху таннаев.
Согласно талмудическому преданию, демоны были созданы Богом в сумерки перед первой субботой. Прежде чем он успел доделать их, наступила ночь, и потому демонам не досталось тел. Они занимают промежуточное положение между ангелами и людьми, обитая в воздухе между землёй и луной, предпочитая нечистые и пустынные места.
См. также: Диббук.

### В христианской традиции

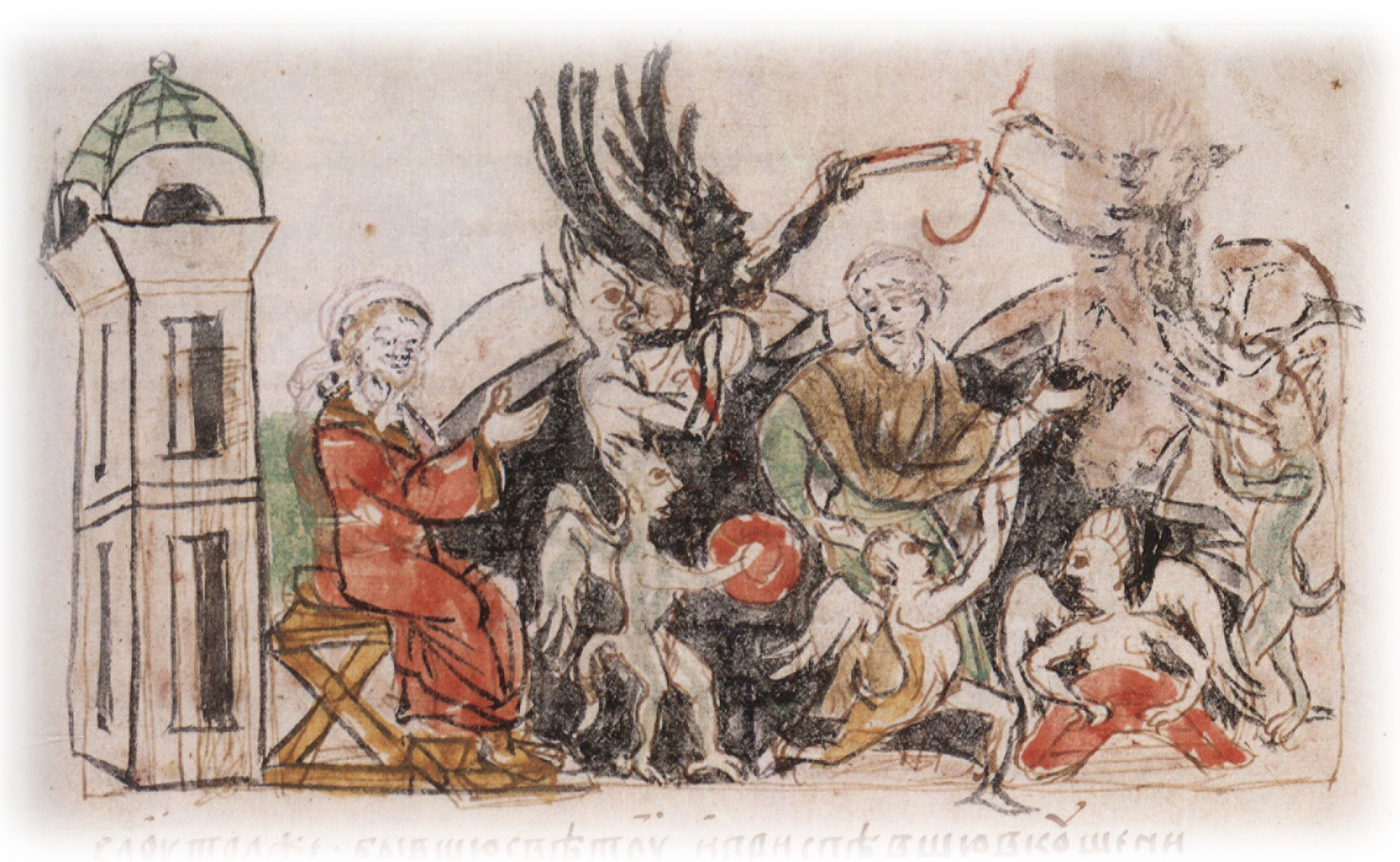
Бесовское игрище в келье черноризца Исакия Печерского. Миниатюра из Радзивилловской летописи, конец XV века

Феодорит Кирский считал демонов и вождя их диавола бесплотными созданиями Божьими, которые «растлили в себе божественные черты». В христианской традиции с XI века на Руси произошла дальнейшая эволюция термина, после которой демонами (это греческое слово переводилось как бес и было синонимом) стали именоваться все сверхъестественные существа и боги, принадлежащие языческим традициям, согласно со словами 95-го псалма (Пс.95:5: др.-греч. ὅτι πάντες οἱ θεοὶ τῶν ἐθνῶν δαιμόνια - "яко вси бози язык бесове") . К этой же категории были отнесены все зловредные духи и различные мифические существа.
Фома Аквинский полагал, что демоны (Daemon) обладают «духовной природой» (natura spiritualis), обитающими как в аду (Infernus), так и в воздухе (aer).

### В оккультной практике
И демоны, и ангелы играют важную роль в магической традиции Запада. Многочисленные гримуары пронизаны оккультной демонологией и ангелологией, восходящими своими корнями к гностицизму и каббале. В магических книгах указаны имена, печати и подписи духов, их обязанности и возможности, а также способы их вызывания и подчинения воле мага.

## Иерархия демонов

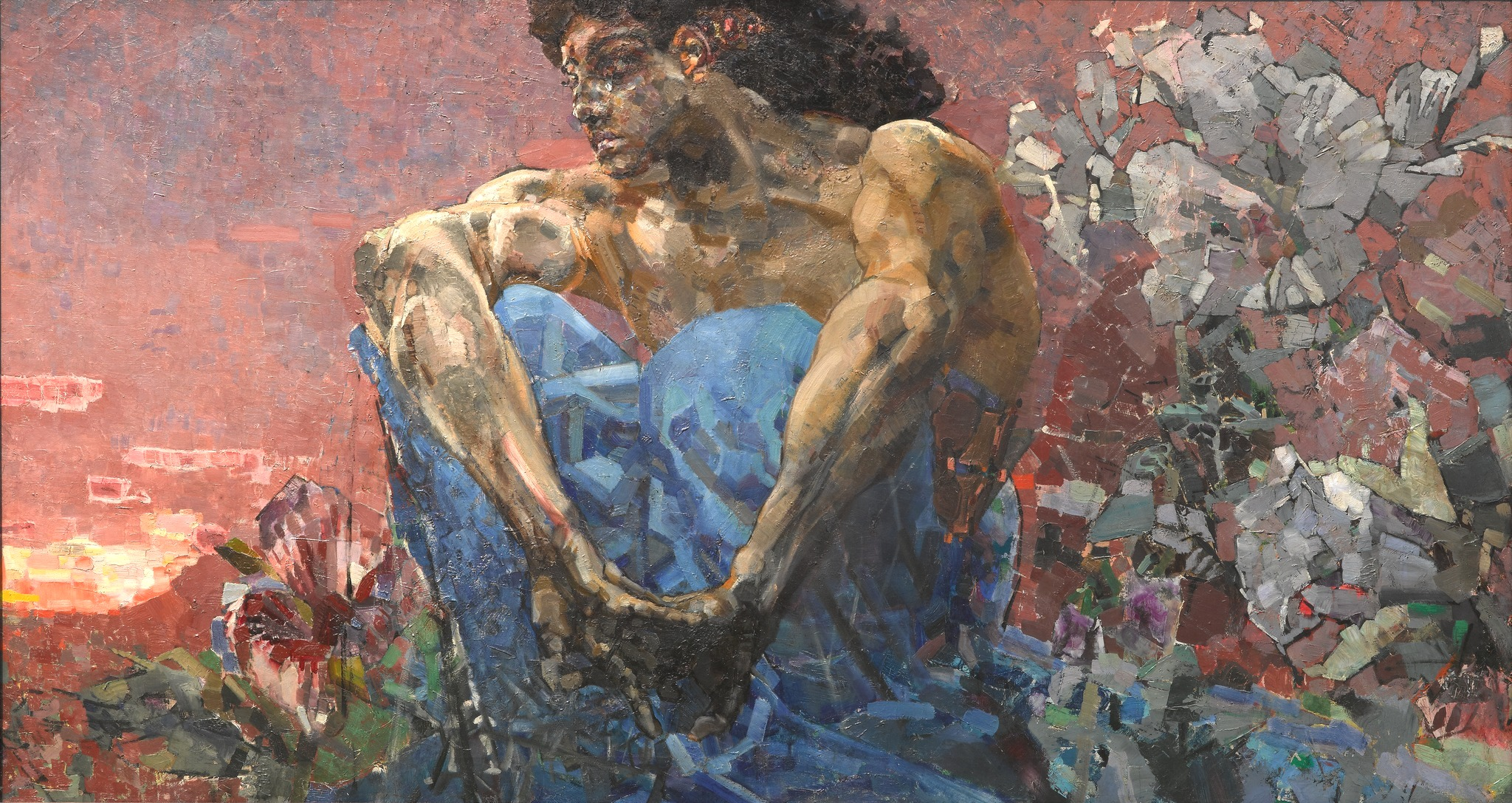
М. Врубель. Демон сидящий

По мнению мистиков и оккультистов средневековой Европы, демоны подразделяются на девять чинов. Это первым описал голландский врач и оккультист Иоганн Вейер в своей оккультной книге «Pseudomonarchia Daemonum» (1588), где привёл подробную классификацию демонов и инструкции для желающих вызывать их. Есть и другие описания иерархии демонов.
В целом можно выделить несколько основных групп:
- Гении — демоны-хранители, приставленные к человеку, предмету или местности. Сюда могут быть отнесены различные персонажи фольклора[18] вроде леших, водяных, домовых, домашних духов, ведьм (фамилиары), нимф и дриад, хранители дворцов древних культур, наподобие шеду.
- Не привязанные к конкретному месту духи, вроде стихийных духов, гномов, эльфов, русалок, сатиров, чертей, суккубов и т. п.
- Архонты — демоны, выступающие в роли персонификации сил природы и космоса, которые поддерживают неизменным порядок естественных вещей или служат бессмертными прототипами для всех существ на земле (что роднит их с понятием архетипа и идей в философии). К такого рода существам могут быть отнесены деканы (зодиакальная вавилонская система, где зодиак разделён на 36 участков по 10° (декадная система) была перенята египетской астрономией, при этом каждому участку-декаде были поставлены в соответствие деканальные божества (в греческом именовании — «деканы»).